# Santiago Tilantongo
Santiago Tilantongo è un comune del Messico, situato nello stato di Oaxaca.